# Terebesfejérpatak

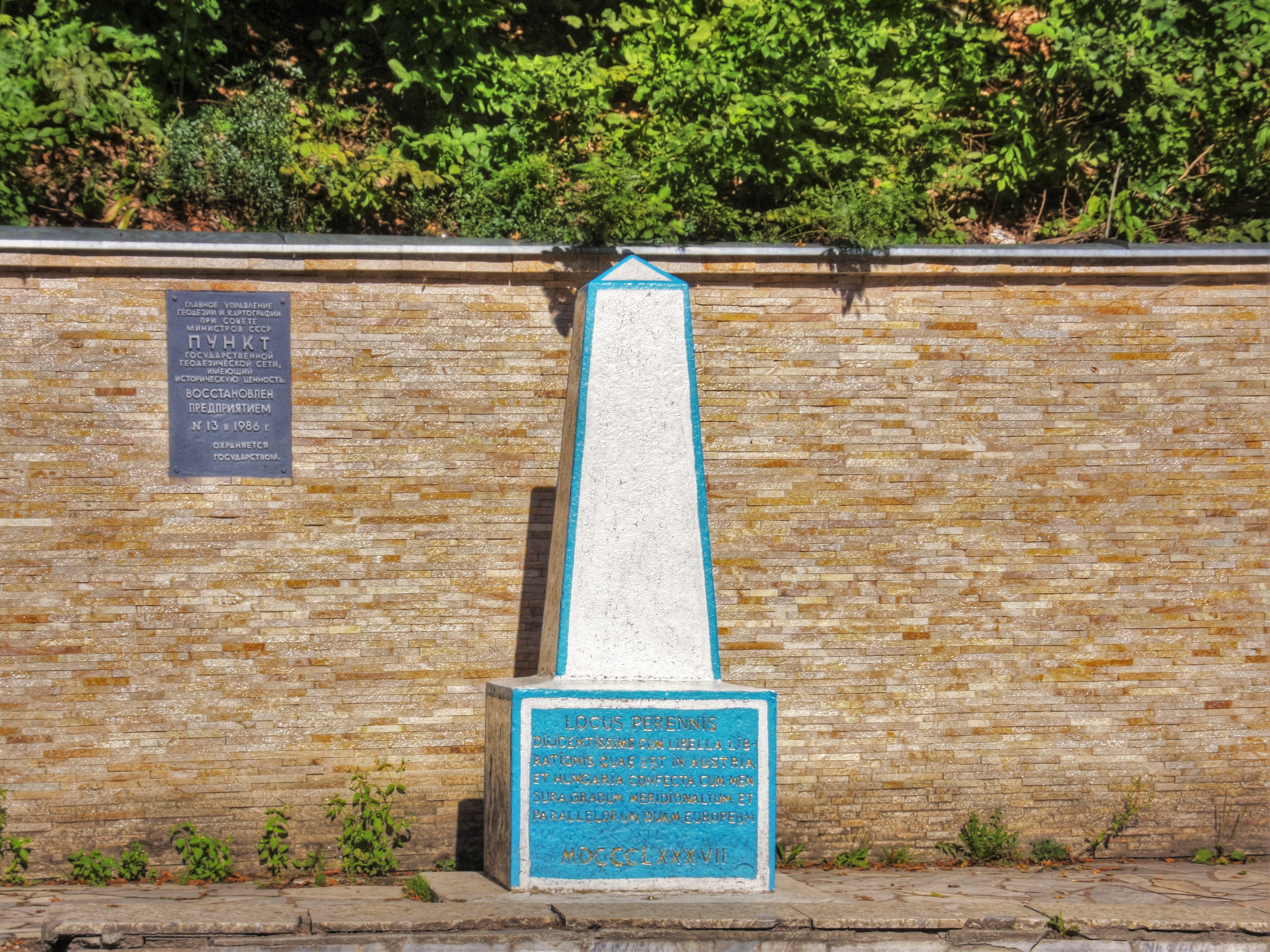
Az Európa közepét jelző oszlop

Terebesfejérpatak (ukránul: Ділове [Gyilove], oroszul: Деловое [Gyelovoe], ruszinul Требушаны, szlovákul: Tribušany Biely Potok, románul: Tribusa Alba) település Ukrajnában, Kárpátalja Rahói járásában. Említik Terebesfehérpatakként is, korábbi neve Trebusafejérpatak volt.
A település nevezetessége, hogy az Osztrák–Magyar Monarchia Térképészeti Intézetének számításai szerint Európa földrajzi középpontja Terebesfejérpatak határában található, ahol ezt megörökítve 1887-ben egy obeliszket állítottak fel.

## Földrajz
Rahótól 17 km-re délre, a Tisza partján fekszik, melybe itt torkollik a Bilij (Fejér-patak).

## Nevének eredete
Nevének előtagja a szláv trebiti (irtani) igéből ered és egykori erdőirtásra utal. A község két falu – Trebusa (Terebes) és Fejérpatak (Fehérpatak) – egyesítéseként jött létre a 19. században. Utóbbi név a Fejér-pataktól származik. Ezt követően Trebusa-Fejérpataknak, Trebusafejérpataknak, Trebusafehérpataknak is nevezték. 1901-ben rögzítették a Terebesfejérpatak nevet. Az ukrán Gyilove elnevezés hivatalosan 1946 óta van használatban.

## Történelem
A település első említése egy 1615-ös iratban található, ahol Tribusfalvaként szerepel.
1861-ben Manlicher bécsi császári és királyi pénzügyminiszteri titkár helyszíni tanulmánya alapján vasgyárat nyitottak a faluban. Majd ennek helyén Káhán Kálmán és fiai üveggyárat létesítettek, mely 1926-ig működött. Ezek, valamint a helyi fűrészüzemek hatására számos magyar és német család telepedett le a környéken.
Terebesfejérpatak a trianoni békeszerződésig Máramaros vármegye Tiszavölgyi járásához tartozott. Ezután Kárpátaljával együtt Csehszlovákia része lett, majd 1939 márciusában a Magyar Királyi Honvédség visszafoglalta a területet.
1944 őszén a szovjet csapatok bevonulása után a Szovjetunióhoz került. Ekkor több mint ötven magyar és német férfit hurcoltak el a községből a málenkij robotra, közülük heten vesztették életük.
1968-ban márványbánya, 1976-ban márványlap készítő üzem nyílt a faluban.

## Önkormányzat és közigazgatás
Közigazgatásilag 2020-ig Komlós (ukránul Хмелів (Hmeliv)) és Körtelep (ukránul Круглий (Kruhlij) tartozott hozzá, valamint az 1940-es évek elején hozzátartozott Kismező is.
Polgármestere 2008-ban Ljudmilla Romanyuk volt.

## Népesség
| Év   | Terebesfejérpatak lakossága (fő) | Év   | Terebesfejérpatak lakossága (fő) |
| ---- | -------------------------------- | ---- | -------------------------------- |
| 1851 | 838 (521 + 317)                  | 1944 | 2648                             |
| 1869 | 1160                             | 1969 | 2151                             |
| 1880 | 1329                             | 1982 | 2360                             |
| 1890 | 1881                             | 1984 | 3000                             |
| 1900 | 2185                             | 1991 | 3200                             |
| 1910 | 2251                             | 2001 | 2673                             |
| 1940 | 2658                             |      |                                  |

Fényes Elek 1851-es leírása szerint Trebusán 503 görög és 18 római katolikus élt, előbbiek anyatemplommal is rendelkeztek, Fehérpataknak pedig 314 görög és 3 római katolikus lakosa volt.
Az 1910-es népszámlálás szerint 2251 lakosból 1316 (58,5%) ruszin, 611 (27,1%) magyar és 217 (9,6%) német nemzetiségű volt; 1383 (61,4%) görögkatolikus, 494 (21,9%) római katolikus és 334 (14,8%) izraelita vallású lakos élt itt.
1984-ben 160 (5,33%) magyar élt Terebesfejérpatakon, 1991-ben pedig körülbelül 250 (7,81%). A 2001-es népszámlálás adatai szerint a település 2673 lakosából 84 (3,14%) volt magyar nemzetiségű.

### Hitélet
Terebesfejérpatak lakossága többségében görögkatolikus, valamint ortodox, szórványban élnek itt római katolikusok és reformátusok is.
A görögkatolikus templom 1750-ben épült. 1949-ben, amikor a Szovjetunióban betiltották a görögkatolikus vallást, a templomot bezárták. Az 1960-as években honismereti múzeumot rendeztek be benne. 1995-ben kapták vissza a hívek.
1989 óta a római katolikusok is kérik elkobzott templomuk visszaadását. 1990-ben közös összefogással kápolnát építettek Kruhli-telepen. Mivel a sok utánjárás haszontalannak bizonyult, s nem volt lehetőség a régi templom visszaszerzésére, ezért a hívek, Mikulyák László rahói esperes-plébános vezetése mellett, új templom építését határozták el 2011. áprilisában. A Pietrelcinai Szent Pio atya tiszteletére épült templom alapkövének letételére 2011. szeptember 5-én került sor. A helyi hívek buzgolkodásának köszönhetően Majnek Antal munkácsi megyéspüspök 2013. szeptember 23-án szentelte fel az új templomot. A templom Schneidgen György tervei alapján készült.

## Közlekedés
Határtelepülés, itt ér a mai Romániából Ukrajna területére a mély és meredek Tisza bal oldalán húzódó Ivano-Frankivszk–Deljatin–Rahó-vasútvonal, mely az Osztrák–Magyar Monarchia idején épült.
Átszeli az Ungvár–Rahó országút.

## Kultúra

### Oktatás
A csehszlovák korszakban már nem volt magyar iskolája, és 1945 után sem indítottak itt magyar iskolát. 1990-ben a Kárpátaljai Magyar Kulturális Szövetség a helyi ukrán iskolában megszervezte a magyar nyelv fakultatív oktatását.

### Társadalmi szervezetek
A Kárpátaljai Magyar Kulturális Szövetség terebesfejérpataki szervezete 1989. október 29-én alakult meg 23 taggal.

## Turizmus
- Határában emelkedik a Máramarosi-havasok egyik legmagasabb csúcsa, a Pop Iván (1940 m).
- Görögkatolikus fatemploma 1750-ben épült Szűz Mária tiszteletére. Tetőzete kettőzött. A bejárat előtti tornácot oromzatos előtető fedi. Tornya négyzetes alapú, hagymasisakos.
- A falut Rahó felé elhagyva, Körtelep külterületén, a főút mellett emlékoszlop jelzi Európa geodéziai középpontját, melyet 1887-ben állítottak fel. 1977-ben felújították, ekkor elhelyeztek mellette egy szocreál jellegű emlékművet is. Az oszlop latin nyelvű szövege és annak fordítása:[8]

| LOCUS PERENNIS DILIGENTISSIME CUM LIBELLA LIB- RATIONIS QUAE EST IN AUSTRIA ET HUNGARIA CONFECTA CUM MEN- SURA GRADUMMERIDIONALIUM ET PARALELORUM QUAEM EUROPEAM MDCCCLXXXVII | Ez egy állandó, pontos és örök hely, amelyet egy nagyon pontos, Ausztria-Magyarországon készült különleges hosszúsági és szélességi mérőműszerrel állapítottak meg. 1887. |